# Cornelis Andries Backer
Cornelis Andries Backer (Oudenbosch, 18 september 1874 – Heemstede, 22 februari 1963) was een Nederlandse botanicus (taxonoom). Hij verbleef dertig jaar in Nederlands-Indië (1901–1931) en deed onderzoek op het gebied van de plantentaxonomie op Java en op het aangrenzende Madoera.

## Biografie

### Nederland (1874–1900)

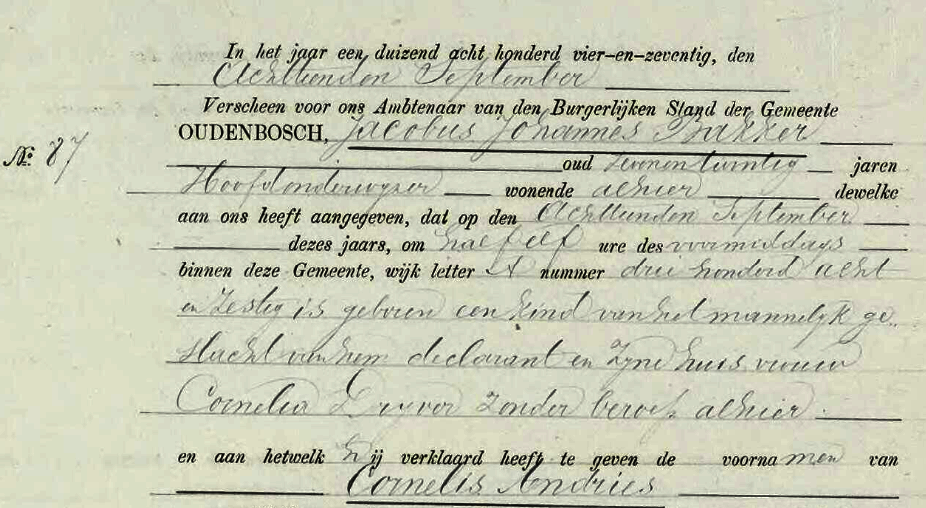
Geboorteakte (1874)

Backer werd geboren op 18 september 1874. Zijn ouders vestigden zich in augustus 1872 in Oudenbosch, omdat zijn vader, Jacobus Bakker, hier werk vond als hoofdonderwijzer aan de Openbare School. Zijn moeder kwam voort uit de boerenstand. Opvallend is dat op zijn geboorteakte de familienaam met kk geschreven is en niet met ck, zoals hijzelf zijn naam schrijft. Twee en een halve maand na zijn geboorte, op 2 december 1874, verhuisde het gezin naar Vianen bij Utrecht. Hij bezocht de (Rijks) kweekschool voor onderwijzers te Haarlem (1889–1893). Op deze school toonde hij al interesse voor plantkunde. Daarna was hij werkzaam bij het onderwijs in Nederland. In deze tijd kwam hij in contact met de beroemde Nederlandse botanici Hendrik Heukels en Eli Heimans.

### Nederlands–Indië (1901–1931)

#### Weltevreden
In 1901 vertrok Backer naar Nederlands-Indië. Vanaf 1901 tot 1905 was hij onderwijzer op de lagere school van een kostschool in Weltevreden. Onmiddellijk begon hij planten te verzamelen. Hij vond geen goede flora over de planten in zijn omgeving en besloot er toen zelf een te schrijven, met de plantensoorten in zijn onmiddellijke omgeving als vertrekpunt. Dit feit was een mijlpaal in zijn leven en in de Javaanse botanie.

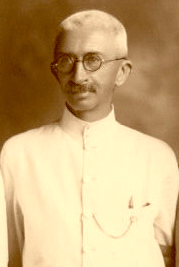
Backer (12 augustus 1930) – 55 jaar (Tosari, Oost-Java)

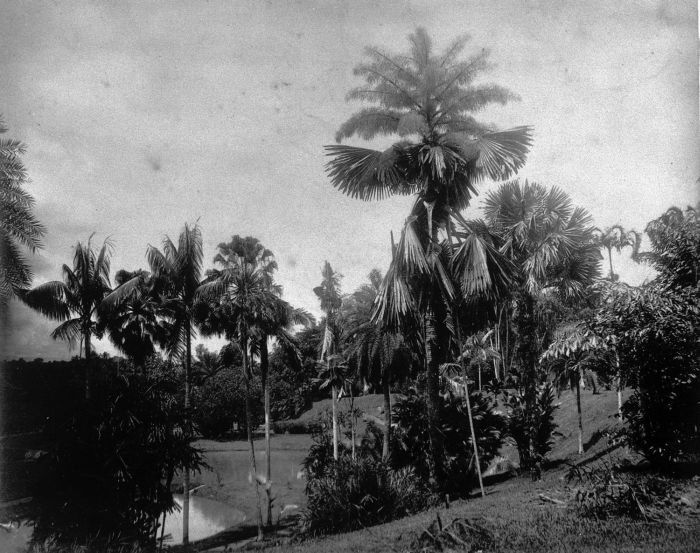
’s Lands Plantentuin in Buitenzorg (1910)

#### Buitenzorg
Backer kwam in contact met Melchior Treub, de directeur van ’s Lands Plantentuin in Buitenzorg (nu de Kebun Raya Bogor). Treub stelde Backer aan en gaf hem de opdracht om een schoolflora van Java te schrijven en les te geven op de Middelbare Landbouwschool in Buitenzorg (thans Bogor). Van 1905 tot 1924 was Backer verbonden aan de plantentuin. In deze functie legde hij een herbarium aan dat niet minder dan 36.000 planten bevatte. Hij had deze op talrijke expedities, soms onder uitputtende omstandigheden, verzameld op Java en op het aangrenzende Madoera.

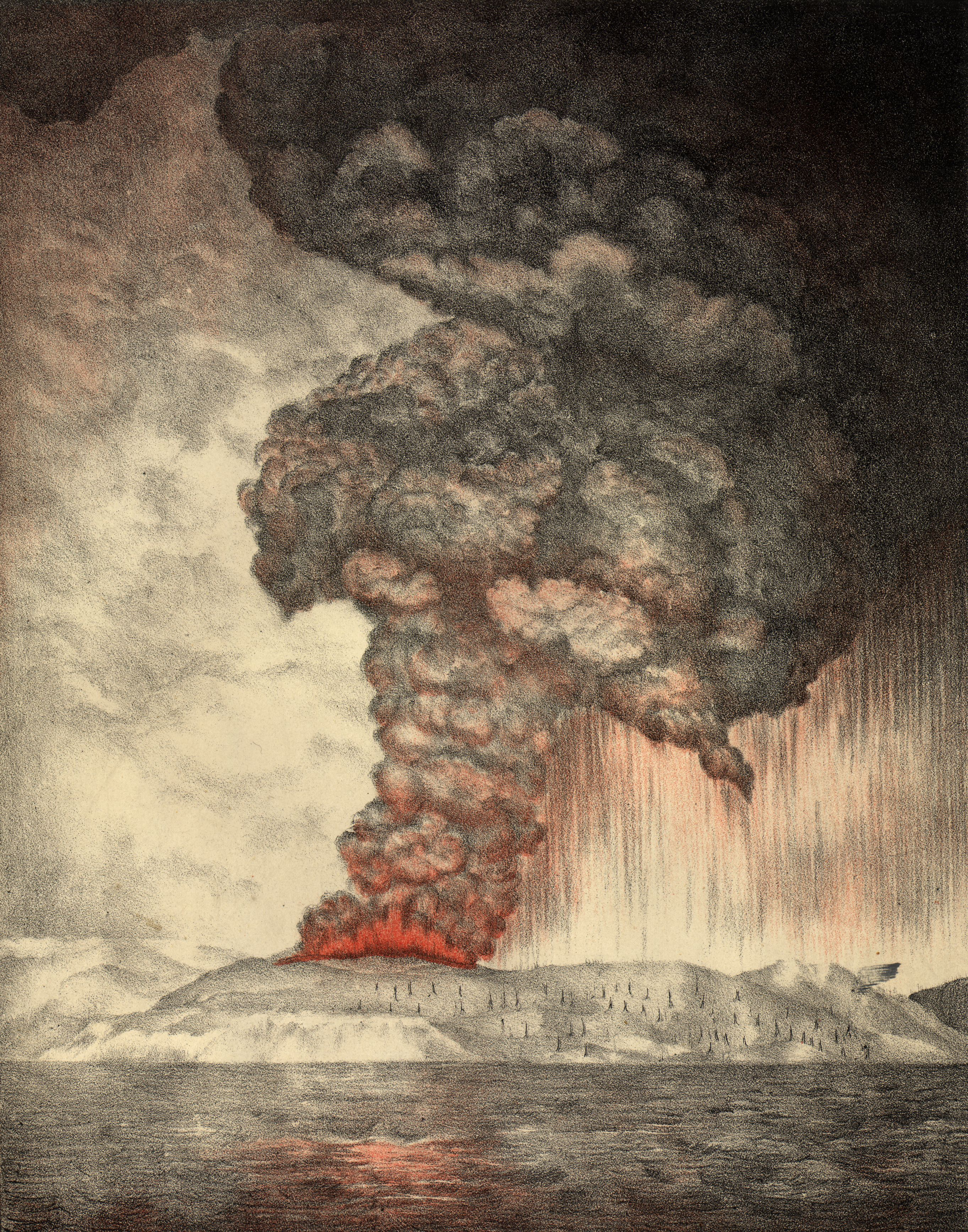
Lithografie uit 1888 van uitbarsting van Krakatau in 1883

#### Pasoeroean
Van 1924 tot 1931 was Backer werkzaam bij het Proefstation voor de Java-Suikerindustrie in Pasoeroean, thans Pasuruan, in Oost-Java. Hier deed hij onderzoek naar het verband tussen de soorten onkruiden die voorkwamen in de suikerrietvelden en de opbrengst van suikerriet.

#### Het vraagstuk van vulkaan Krakatau
Melchior Treub zorgde ervoor, dat Backer aan twee expedities naar de vulkaan Krakatau deelnam (1906 en 1908). In 1929 publiceerde Backer zijn omstreden boek The problem of Krakatao, as seen by a botanist, waarin hij volhield dat niet het gehele plantenleven vernietigd was geworden door de gigantische uitbarsting van de vulkaan Krakatau in 1883, maar dat wortelstokken en diasporen mogelijk onbeschadigd begraven waren en weer opnieuw kiemden. Inderdaad kan deze mogelijkheid niet geheel uitgesloten worden doordat de Nederlandse regering te laat besloot om floristisch onderzoek te laten uitvoeren. Pas in juni 1886 kwam de eerste bioloog, Melchior Treub, een inventarisatie van de vegetatie maken, maar grassen waren reeds op de hellingen in 1884 waargenomen door de geoloog Rogier Verbeek.

### Terug in Nederland (1932–1963)

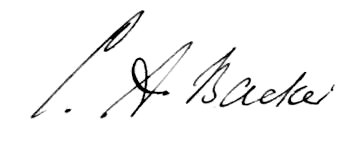
Handtekening

In 1931 keerde Backer met zijn gezin terug naar Nederland. Het gezin vestigde zich eerst in Haarlem en later in Heemstede.

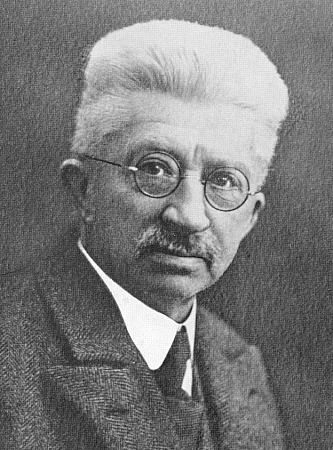
Backer (1934) – 60 jaar

#### Verklarend woordenboek wetenschappelijke plantennamen

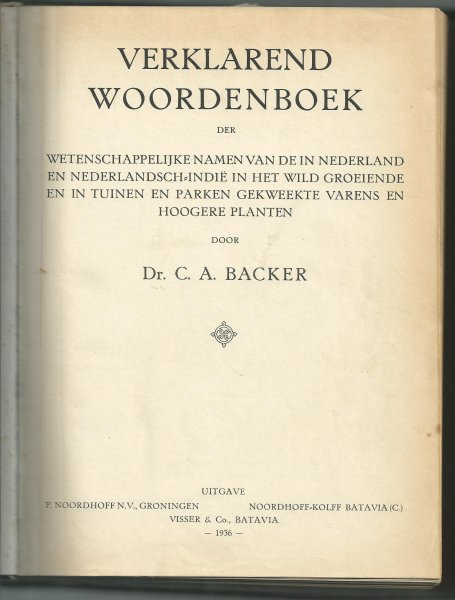
Titelpagina Verklarend woordenboek wetenschappelijke plantennamen (1936)

Planten hebben internationaal erkende wetenschappelijke namen, die meestal uit het Latijn of Grieks zijn afgeleid. Backer legde een kaartenbak aan van wetenschappelijke geslachts- en soortnamen , die vanwege de continue groei de ‘Lintwurm’ genoemd werd. Onder druk van zijn collega’s werd in 1936 het unieke naslagwerk Verklarend woordenboek van wetenschappelijke plantennamen gepubliceerd waarin voor ongeveer 22.500 namen van Nederlandse en Indonesische bloemplanten en varens de betekenis, afleiding en uitspraak gegeven wordt. Uit het boek blijkt de veelzijdige kennis en ook de droge humor van de auteur. Veel planten zijn naar ontdekkers, kwekers, politici en mythologische figuren vernoemd. Backer geeft van ca. 2.700 van hen beknopte biografieën, wat een extra aspect aan dit boekwerk geeft. De weinige exemplaren die in de crisisjaren werden verkocht, verdwenen meestal in wetenschappelijke bibliotheken. Het restant van de oplage werd vanwege de papierschaarste in de Tweede Wereldoorlog verpulpt. Er was een grote vraag naar dit naslagwerk. Daarom verscheen er in het jaar 2000 een herdruk.

#### Flora of Java

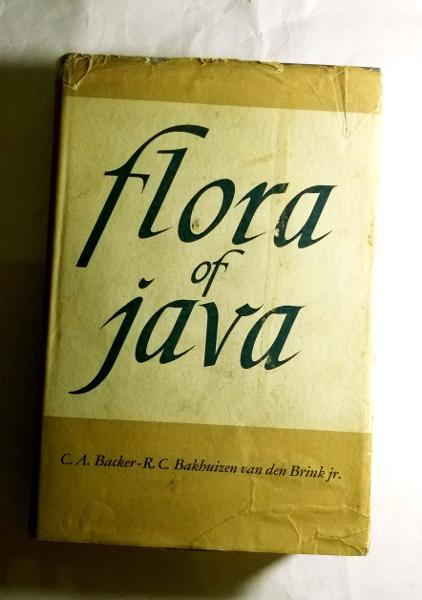
Flora of Java, deel 3 (1968)

In Heemstede werkte hij tot zijn laatste jaren aan zijn magnum opus, de Engelstalige Flora of Java. Het boekwerk Flora of Java werd postuum in drie delen (1963, 1965, 1968) uitgegeven. De medeauteur was de botanicus Reinier Cornelis Bakhuizen van den Brink Junior (1911–1987), die toen werkzaam was bij het Rijksherbarium in Leiden. In deze flora worden circa 6.700 soorten planten beschreven.

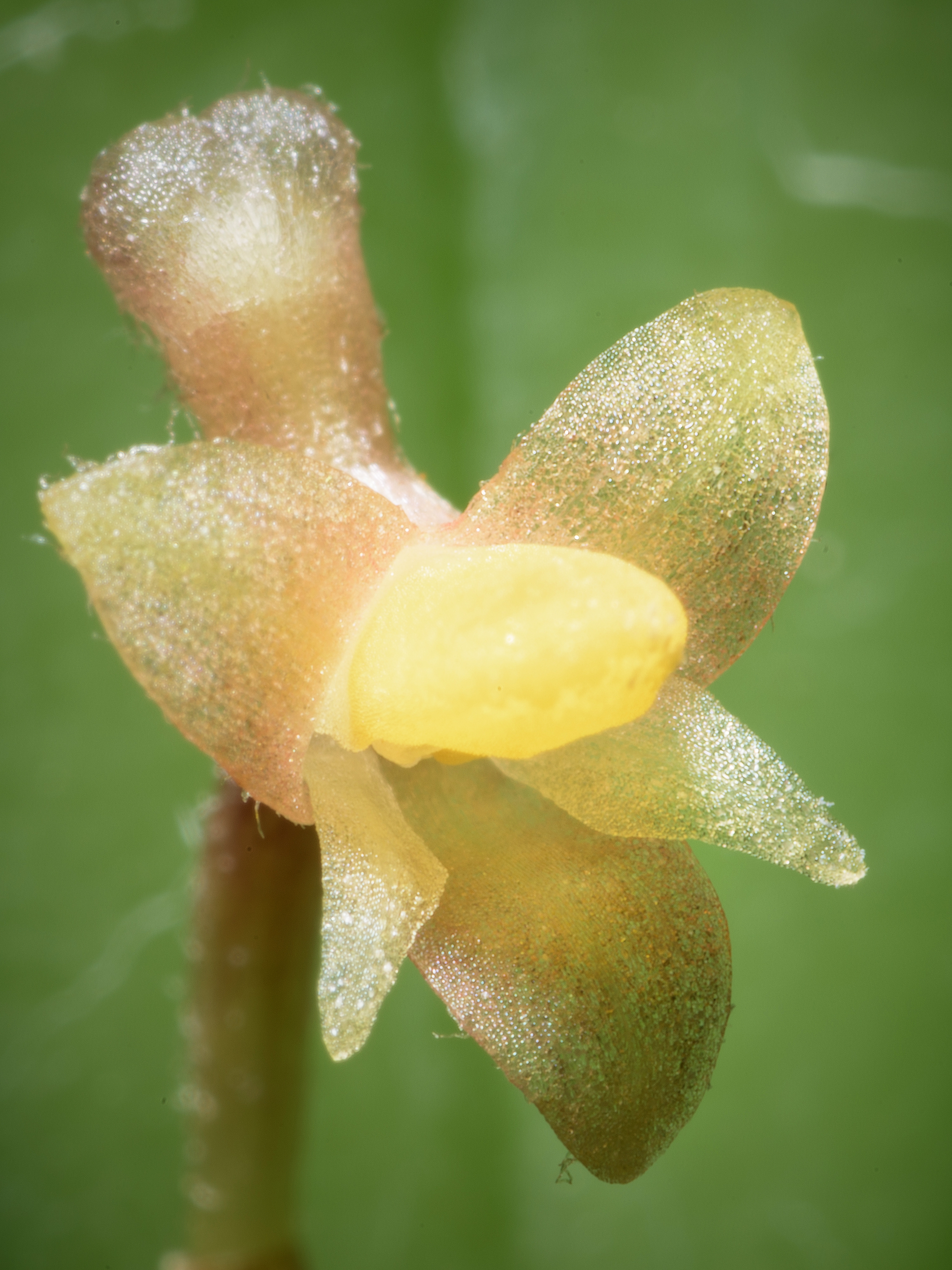
Ochidee Ceratostylis backeri. Habitat: Midden- en West-Java – op hoogten van 1500 tot 2500 m – groeit als epifyt op kleine bomen.

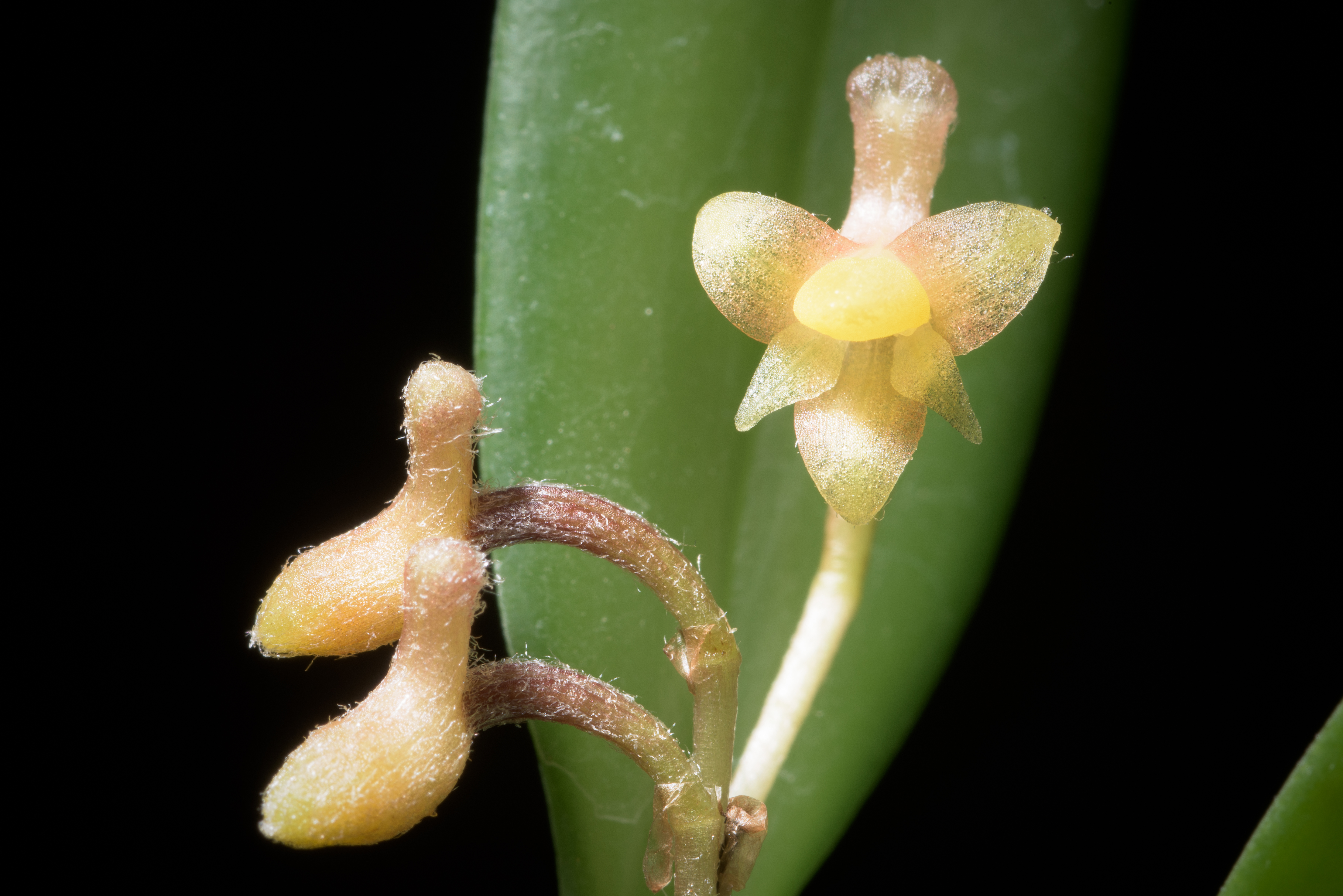
Ceratostylis backeri

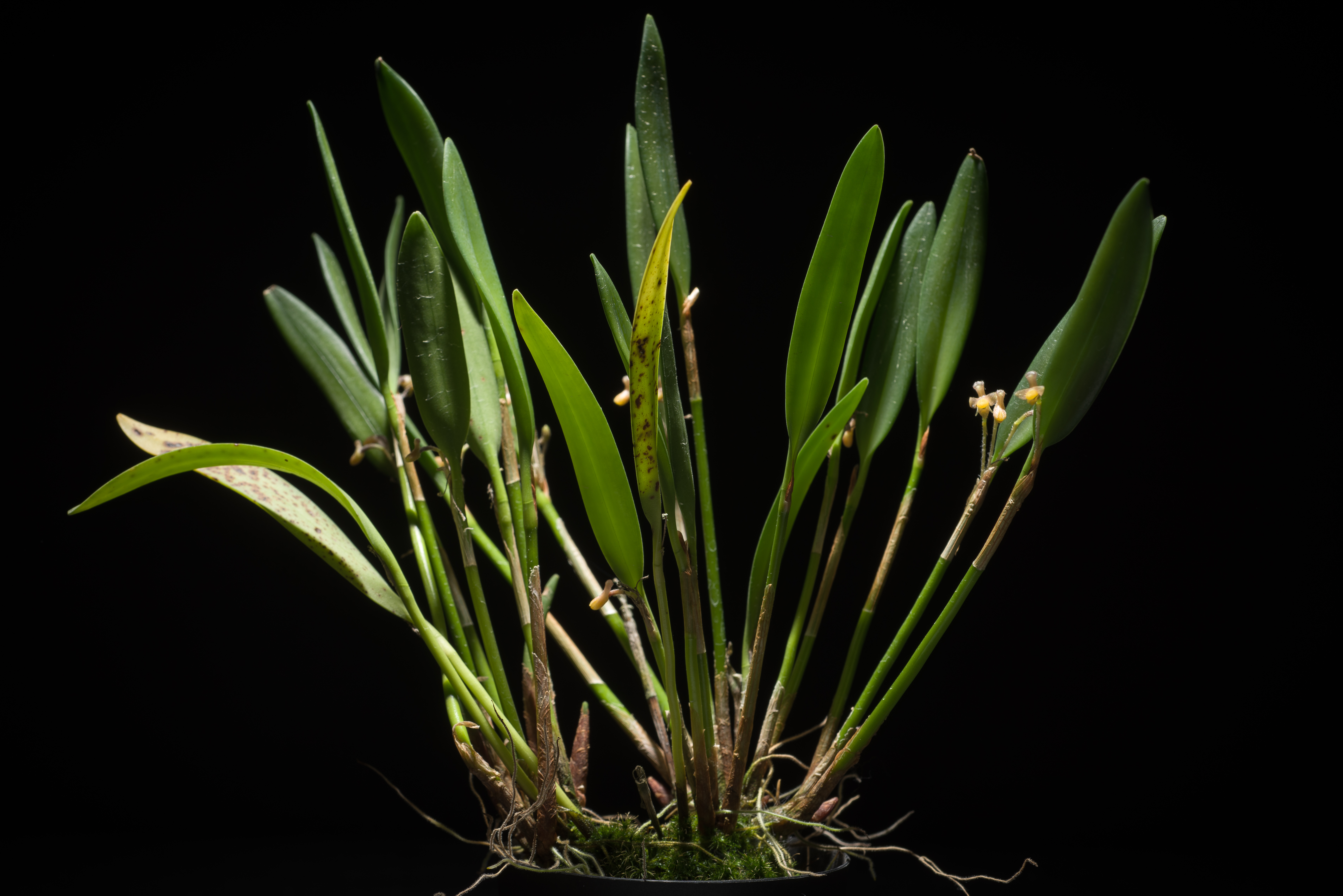
Ceratostylis backeri

#### Laatste jaren en overlijden
Vanaf 1953 verbleef Backer in rusthuis 'Maris Stella' in Heemstede. Na 1954 werd zijn gezichtsvermogen zo slecht dat hij niet meer kon werken. Op 22 februari 1963 stierf hij op 88-jarige leeftijd in Heemstede.

## Eerbewijzen

### Eredoctoraat
In 1936 verleende de senaat van de Universiteit Utrecht, op voordracht van de hoogleraren Victor Jacob Koningsberger en August Adriaan Pulle, een eredoctoraat aan Cornelis Andries Backer uit waardering voor zijn uitzonderlijke prestaties op botanisch gebied. Hij werd tot doctoratus honoris causa bevorderd bij de viering van het driehonderdjarig bestaan van de universiteit.

### Vernoemde plantensoorten
Het plantengeslacht Backeria (Melastomataceae) werd naar Backer vernoemd in 1943 door de botanicus Reinier Cornelis Bakhuizen van den Brink Junior (1911–1987).
Bij de onderstaande plantentaxa hebben botanici de soortnaam backeri (tweede deel van het binomen) uit eerbetoon vernoemd naar Backer:
- Ceratostylis backeri — Johannes Jacobus Smith 1913
- Dryopteris backeri — Cornelis Rugier Willem Karel van Alderwerelt van Rosenburgh 1908
- Elatostema backeri — Hilde Schröter 1936
- Euphorbia backeri — Ferdinand Pax & Käthe Hoffmann 1938
- Fagara backeri — Reinier Cornelis Bakhuizen van den Brink Junior (Bakh.f.) 1950 (thans Zanthoxylum backeri — Thomas Gordon Hartley 1966)
- Freycinetia backeri — Benjamin Clemens Masterman Stone 1971
- Habenaria backeri — Johannes Jacobus Smith 1914
- Ixora backeri — Cornelis Eliza Bertus Bremekamp 1937
- Lepidagathis backeri — Cornelis Eliza Bertus Bremekamp 1948
- Nasturium backeri — Otto Eugen Schulz 1925 (thans Rorippa backeri B. Jonsell 1979)
- Parastrobilanthes backeri — Cornelis Eliza Bertus Bremekamp 1944
- Pavetta backeri — Cornelis Eliza Bertus Bremekamp 1934
- Rostellularia backeri — Cornelis Eliza Bertus Bremekamp 1948
- Sterculia backeri — I. Gusti M. Tantra 1976